# Patrick Bjorkstrand
Patrick Bjorkstrand (* 1. Juli 1992 in Herning) ist ein dänischer Eishockeyspieler, der seit Juli 2021 bei den Aalborg Pirates aus der dänischen Metal Ligaen unter Vertrag steht und dort auf der Position des linken Flügelstürmers spielt. Zuvor war Bjorkstrand unter anderem in der Kontinentalen Hockey-Liga (KHL) und finnischen Liiga aktiv.

## Karriere
Seine ersten Schritte auf dem Eis machte Patrick Bjorkstrand in Dänemark bei seinem Heimatverein Herning Blue Fox in der Metal Ligaen. Mit ihnen gewann er in den Jahren 2011 und 2012 die dänische Meisterschaft. Zur Saison 2012/13 wechselte er zu Mora IK in die zweitklassige schwedische HockeyAllsvenskan. Von 2013 bis 2016 spielte Björkstrand für den KHL Medveščak Zagreb in der Kontinentalen Hockey-Liga (KHL). Im Verlauf der Saison 2014/15 verbrachte er auch ein halbes Jahr beim finnischen Erstligisten Saimaan Pallo. Er bestritt insgesamt 170 Spiele in der KHL und erzielte dabei 50 Punkte.
Am 14. Juli 2016 unterzeichnete Bjorkstrand einen Einjahresvertrag bei den Los Angeles Kings aus der National Hockey League (NHL). Er spielte die Saison jedoch ausschließlich bei deren Farmteam Ontario Reign aus der American Hockey League (AHL). Nach der Saison kehrte der Däne schließlich nach Finnland zurück und unterzeichnete am 3. August 2017 einen Vertrag mit KooKoo in der Liiga. Im Februar 2018 verließ er Finnland und wechselte bis zum Saisonende zu den Nürnberg Ice Tigers aus der Deutschen Eishockey Liga (DEL).
Nach Ablauf seines Vertrags in Deutschland wechselte der Stürmer erneut zurück nach Finnland und schloss sich TPS Turku aus der Liiga an. Zwischen 2019 und 2021 stand er beim EC VSV in der Erste Bank Eishockey Liga (EBEL) bzw. ICE Hockey League unter Vertrag und am auf 45 Scorerpunkte in 72 Einsätzen. Anschließend wechselte er zu den Aalborg Pirates in die dänische Liga. Mit Aalborg gewann Bjorkstrand in den Jahren 2022 und 2023 zwei weitere dänische Meistertitel.

### International
Bjorkstrand ist seit 2012 dänischer Nationalspieler und war bereits zuvor in den Juniorennationalteams aktiv. Er nahm in den Jahren 2013, 2014, 2015, 2016 und 2022 an der Weltmeisterschaft teil.

## Erfolge und Auszeichnungen
| - 2011 Dänischer Meister mit den Herning Blue Fox - 2012 Dänischer Pokalsieger mit den Herning Blue Fox - 2012 Dänischer Meister mit den Herning Blue Fox | - 2022 Dänischer Meister mit den Aalborg Pirates - 2022 Metal Ligaen All-Star Team - 2023 Dänischer Meister mit den Aalborg Pirates |

### International
- 2011 Aufstieg in die Top-Division bei der U20-Junioren-Weltmeisterschaft der Division I

## Karrierestatistik
Stand: Ende der Saison 2023/24

### International
Vertrat Dänemark bei:
| - U18-Junioren-Weltmeisterschaft der Division I 2009 - U20-Junioren-Weltmeisterschaft der Division I 2010 - U18-Junioren-Weltmeisterschaft der Division I 2010 - U20-Junioren-Weltmeisterschaft der Division I 2011 - U20-Junioren-Weltmeisterschaft 2012 - Qualifikationsturnier für die Olympischen Winterspiele 2014 | - Weltmeisterschaft 2013 - Weltmeisterschaft 2014 - Weltmeisterschaft 2015 - Weltmeisterschaft 2016 - Weltmeisterschaft 2022 |

(Legende zur Spielerstatistik: Sp oder GP = absolvierte Spiele; T oder G = erzielte Tore; V oder A = erzielte Assists; Pkt oder Pts = erzielte Scorerpunkte; SM oder PIM = erhaltene Strafminuten; +/− = Plus/Minus-Bilanz; PP = erzielte Überzahltore; SH = erzielte Unterzahltore; GW = erzielte Siegtore; 1 Play-downs/Relegation; Kursiv: Statistik nicht vollständig)

## Familie
Bjorkstrand ist der Sohn des ehemaligen Eishockeyspielers und derzeitigen -trainers Todd Bjorkstrand. Außerdem ist er der ältere Bruder des NHL-Spielers Oliver Bjorkstrand.